# Jonathan Arnott
Jonathan Arnott, né le 12 janvier 1981 à Sheffield, est un homme politique britannique, ancien membre du Parti pour l'indépendance du Royaume-Uni (UKIP).

## Biographie
Membre de l'UKIP à partir de 2001, Jonathan Arnott est secrétaire général de ce parti de 2008 à 2014.
Le 22 mai 2014, il est élu député européen britannique sous les couleurs du Parti pour l'indépendance du Royaume-Uni. En janvier 2019, il quitte son parti, embourbé dans une crise d'identité. Le 17 avril suivant, il rejoint le Parti du Brexit mais décide de ne pas se représenter pas aux élections européennes du 23 mai.

## Début de la vie et de la carrière
Arnott est né à Sheffield. À l'âge de 15 ans, il s'inscrit à l'université de Sheffield, où il obtient une maîtrise en mathématiques.
Arnott a été directeur des mathématiques à l'école chrétienne de Handsworth. Il est connu pour sa conviction que ceux qui font de la politique doivent continuer à faire un travail concret, et c'est pourquoi il a continué à enseigner à temps partiel jusqu'à son élection en tant que député européen.

## Vie privée
Arnott est un passionné d'échecs, candidat maître, ancien membre de l'équipe d'Angleterre des moins de 21 ans et capitaine de l'équipe du comté de Yorkshire de 2002 à 2004. Il participe régulièrement à la ligue internationale d'échecs 4NCL et au festival international d'échecs de Gibraltar. Il a représenté White Rose dans la Coupe d'Europe des clubs en 2010 et 2011, l'équipe terminant meilleure équipe britannique avec 20 places d'avance en 2011,. Son classement le plus élevé, 2191, a été atteint en 2012 et son classement de 2173 en juillet 2015 le place au 169e rang en Angleterre et au 12281e rang dans le monde.
Il a également représenté la Grande-Bretagne au jeu de société Stratego, aidant l'équipe britannique à remporter la médaille de bronze aux championnats du monde de 2012. Il a été rapporté qu'il participerait à nouveau à la compétition en 2015.